# Công viên Krakowski

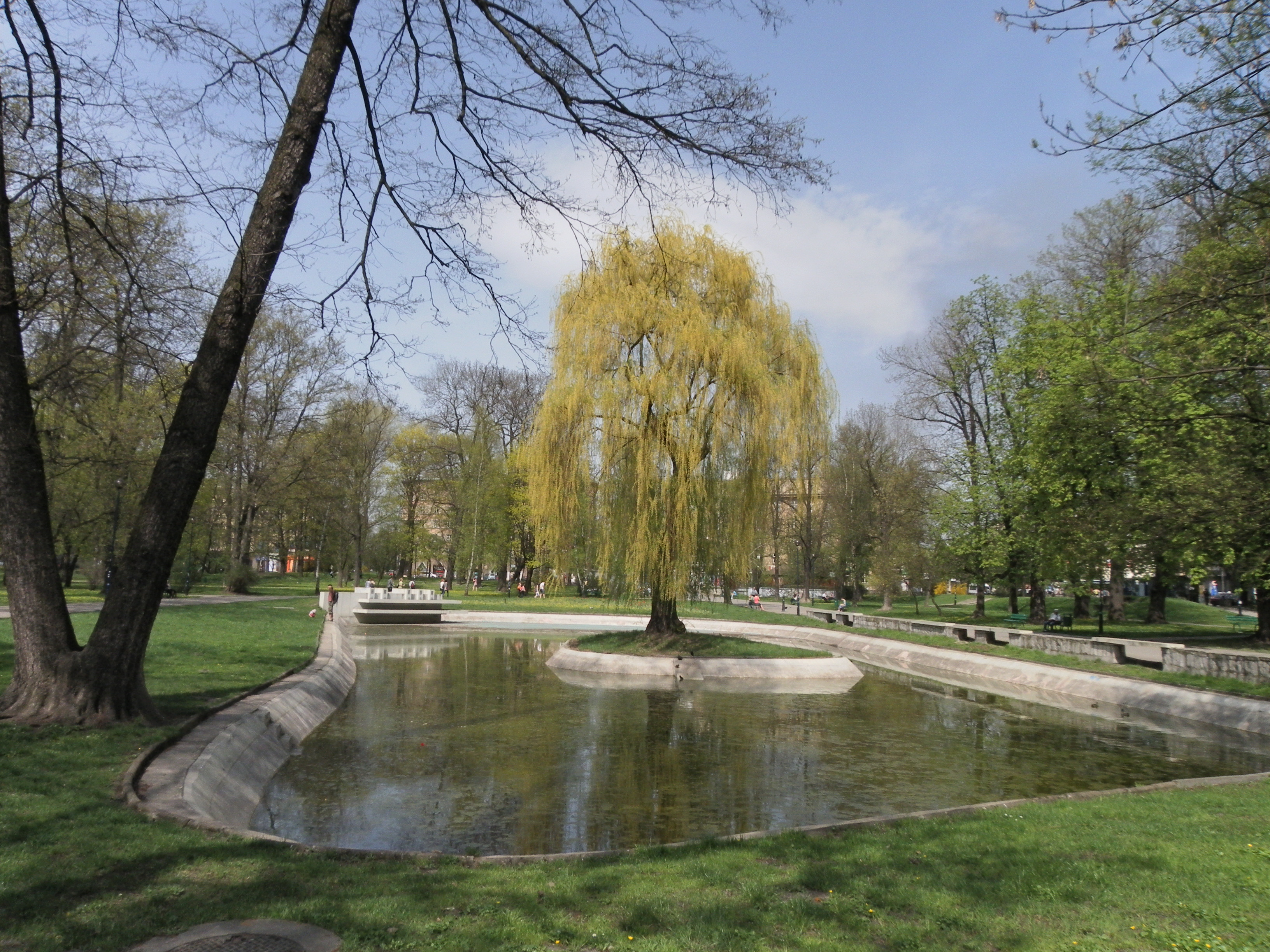
Ao có đài phun nước ở công viên Krakowski.

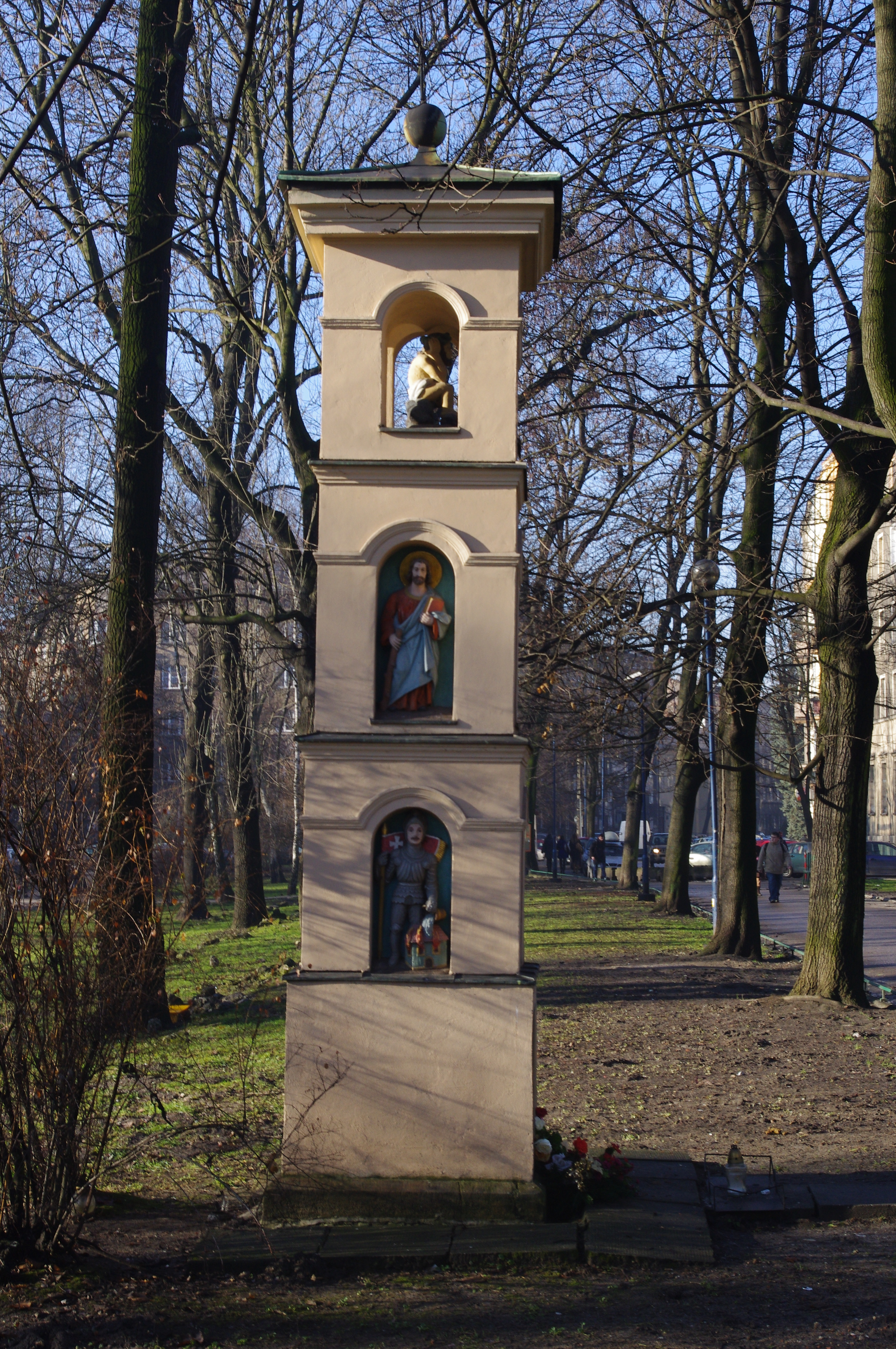
Tháp cảnh quan thế kỷ 19 trong công viên.

Công viên Krakowski rộng 12,5 mẫu Anh (5,1 ha), là một công viên thành phố nằm ở Kraków, miền nam Ba Lan. Công viên, được thành lập vào năm 1885, được mô phỏng theo các công viên tương tự ở Vienna. Đó là một công viên điêu khắc đương đại.

## Lịch sử
Park Krakowski có nguồn gốc từ Ủy viên hội đồng thành phố Stanisław Rehman. Nó được xây dựng trên căn cứ thuê từ quân đội Ba Lan. Đó là một điểm đến phổ biến với nhiều người Cracovian Fin de siècle. Sau Thế chiến I, quy mô của nó đã giảm xuống, do sự phát triển nhanh chóng của bất động sản.

### Tính năng, đặc điểm
Công viên ban đầu bao gồm:
1. Một giảng đường tổ chức buổi hòa nhạc ngoài trời
2. Một nhà hát ngoài trời mùa hè (được xây dựng năm 1890)
3. Một sở thú
4. Một sân trượt băng và sân xe đạp
5. Một hồ bơi và ao
6. Một sân chơi bowling
7. Một nhà hàng và quán cà phê ngoài trời theo mùa.

Từ thiết kế ban đầu năm 1885, các tính năng được xây dựng còn tồn tại đến ngày nay là các yếu tố tháp cảnh quan và ao trang trí với đài phun nước.

### Công viên điêu khắc
Công viên Krakowski là một công viên điêu khắc có từ năm 1974. Nó có nhiều tác phẩm điêu khắc trừu tượng ngoài trời được trưng bày trên khắp khuôn viên công viên.
Chúng được tạo ra bởi các nhà điêu khắc nghệ thuật hiện đại Ba Lan, bao gồm: S. Borzęcki; A. Hajducki; W. Kućma; J. Sękowski; và J. Siek.